# 이집트 항공 카고
이집트 항공 카고(영어: Egypt Air Cargo)은 이집트의 화물 항공사이자 이집트 항공의 모회사로 허브 공항은 카이로 국제공항이 있다.

## 역사
이집트 에어 홀딩스 컴파니에서 화물쪽을 분사해 2004년에 설립했다. 이집트 항공 카고는 새로운 24,000m에 화물 처리센터를 만들 계획이다. 유사한 새로운 시설은 룩소르에서 작년 열렸다. 2008년에 항공사가 이집트 항공 카고 제목이 수정된 로고를 도입하지만 모기업인 이집트 항공의 영향으로 화물 기종에 적용된다. 같은 해 새로운 제복과 로고를 소개했다.

## 보유 기종
- 2019년 4월 기준으로 이집트 항공 카고는 다음과 같은 기종을 보유하고 있으며 평균 기령은 24.6년이다.[1][2]